# شبكة صوتية

صوت

الشبكة الصوتية هي طريقة تُستخدم لوضع المعدات عن طريق الموجات الصوتية. وتستخدم الشبكة بشكلٍ أساسي في المياه، يتراوح حجمها بين كبير وصغير وفقًا للمواصفات التي يطلبها المستخدِم.

## حجم الشبكة
تتكون أبسط الشبكات الصوتية من مقياسٍ واحد يُنتج مجالاً واحدًا فقط بين مصدر الصوت ومُستقبله.
يتحدد حجم الشبكات الأكبر بكمية المعدات المتوفرة والقدرة الحاسوبية اللازمة لمعالجة الناتجة. تستطيع أحدث الشبكات الصوتية المستخدمة في مجال القياسات الزلزالية البحرية معالجة شبكة تتكون من حوالي 16,000 مجال فردي في غضون ثوانٍ معدودة.

## تقنية قطع الماس
تعتبر الحلول الصوتية التي تستفيد من هذه التقنية هي الرائدة في هذا المجال حتى الآن؛[بحاجة لمصدر] فقد أنتجت الشركة مجموعة متطورة من أنظمة مكبرات الصوت المنزلية من خلال تطبيق التقنية الزلزالية على نطاق مكبرات الصوت التي تقدمها. فمجموعة مكبرات الصوت العمودية البارزة - وهي أنظمة مكبرات الصوت عالية التردد التي يتولى بيعها الموزع الرسمي لها وهو شركة ديكسونز وتتضمن العلامة التجارية لتقنية قطع الماس «دايموند كت» - يتم تشكيلها من خلال حفر عددٍ من القطوع باستخدام قطعة من الماس الخام. وبفضل الضغط الفريد الناتج عن استخدام الماس خلال عملية تشكيل نظام مكبر الصوت عالي التردد، يخرج النظام بأعلى سعة أمبير صوتية.

## المبدأ
المبدأ وراء جميع الشبكات الصوتية واحد. المسافة = السرعة x زمن الانتقال. في حالة معرفة زمن انتقال إشارة الصوت وسرعتها، يمكن حساب المسافة بين المصدر والمُستقبِل. في أغلب الشبكات، يتم افتراض قيمة محددة لسرعة الإشارة الصوتية. تُستنتج هذه القيمة إما عن طريق قياس الإشارة بين نقطتين معلومتين، أو عن طريق استخدام معدات معينة لحساب القيمة من خلال الظروف البيئية.
يوضح الرسم البياني أدناه العملية الأساسية لقياس مجال واحد.
1. في وقت محدد، يصدر المعالج إشارة إلى المصدر الذي يرسل الموجة الصوتية فيما بعد.
2. فور استقبال الموجة الصوتية، يستقبل المعالج إشارة أخرى ومن هنا ينتج الفارق الزمني بين الإرسال والاستقبال. وبالتالي يمكن استنتاج زمن الانتقال.
3. يتمكن المعالج من حساب المسافة بين المصدر والمُستقبِل باستخدام زمن الانتقال والسرعة المفترضة للإشارة.

في حالة استخدام المشغل مجالات صوتية لوضع معدات في مواقع مجهولة، سيتطلب ذلك استخدام أكثر من مجال واحد كما هو موضح في المثال أعلاه.
نظرًا لوجود مقياس واحد فقط، يمكن وضع المُستقبِل في أي مكان ضمن دائرة يتساوى نصف قطرها مع المجال المحسوب ويتواجد في مركزها جهاز الإرسال.

## المعالجة الصوتية
من خلال اختبارات الصوت والحلول الصوتية المعدة لتلقي الأصوات والضوضاء البيئية وتطبيقات معالجة الإشارات يتم تصميم وتسويق وتصنيع وبيع حلول ذات مستوى منخفض من التعقيد وقابلة للدمج لالتقاط الصوت وتطبيقات المعالجة الصوتية الأخرى:
- تحويل متعدد القنوات من تناظري إلى رقمي
- تشكيل الحزم الشعاعية وحلول المعالجة الصوتية الأمامية لالتقاط الصوت منخفض الضجيج
- نظام مستقل وقابل للدمج
لتطبيقات الصوت المحيط الذكية
في حالة إضافة جهاز إرسال ثانٍ إلى النظام، ستقل أعداد المواقع المحتملة لوضع المُستقبِل إلى موقعين فقط.
يتم إيجاد الموقع الصحيح والمناسب للمُستقبل فقط في حالة تعرف النظام على ثلاثة مجالات أو أكثر.